# Paul Lapeira
Paul Lapeira (Fougères, 25 maggio 2000) è un ciclista su strada francese che corre per la Decathlon AG2R La Mondiale Team; è professionista dal 2022.

## Palmarès

### Strada
- 2021 (AG2R Citroën U23 Team, due vittorie)

Trofeo Città di San Vendemiano
Piccolo Giro di Lombardia
- 2024 (Decathlon AG2R La Mondiale Team, cinque vittorie)

Classic Loire Atlantique
Cholet Agglo Tour
2ª tappa Giro dei Paesi Baschi (Irun > Kanbo)
Campionati francesi, Prova in linea
La Poly Normande
- 2025 (Decathlon AG2R La Mondiale Team, una vittoria)

2ª tappa Giro di Polonia (Hotel Gołębiewski > Karpacz)

#### Altri successi
- 2018 (Juniores)

2ª tappa, 1ª semitappa Tour des Portes du Pays d'Othe (Estissac > Estissac, cronosquadre)
2ª tappa, 1ª semitappa Aubel-Thimister-Stavelot (Thimister > Thimister, cronosquadre)
- 2019 (Chambéry CF)

2ª tappa, 1ª semitappa Giro della Regione Friuli Venezia Giulia (Torreano di Martignacco > Martignacco, cronosquadre)

## Piazzamenti

### Grandi Giri
- Giro d'Italia

2023: ritirato (4ª tappa)
- Tour de France

2024: 88º
- Vuelta a España

2023: 109º

### Classiche monumento
- Liegi-Bastogne-Liegi

2022: 71º
2024: 11º
- Giro di Lombardia

2022: 106º
2024: ritirato

### Competizioni europee
- Campionati europei

Trento 2021 - In linea Under-23: ritirato